# Сувчинский, Корнилий Евтихиевич
Корнилий Евтихиевич Сувчинский (1856—1917) — русский политик, государственный и общественный деятель.

## Биография
Православный. Происходил из потомственных дворян Подольской губернии, в 1903 году был внесён в 3-ю часть дворянской родословной книги Киевской губернии. Родился в 1856 году.
Среднее образование получил в 1-й Киевской гимназии и продолжил на юридическом факультете Петербургского университета, который окончил в 1879 году со степенью кандидата прав.
В 1880 году он поступил на службу в земский отдел Министерства внутренних дел, через некоторое время перешёл в переселенческое управление Министерства. В 1897 году был назначен чиновником особых поручений при министре внутренних дел. На этой должности Сувчинский занимался контролем выполнения программы по переселению крестьянских хозяйств в Сибирь и степные области.
В 1902 году Сувчинский вышел в отставку и поселился в своём имении, являясь членом землеустроительной комиссии Липовецкого и Киевского уездов.
В 1907 году он был избран в III Государственную Думу, в которой стал товарищем председателя комиссии по переселенческому делу. После создания в 1908 году Киевского клуба русских националистов (объединяющего киевских малороссов, великороссов и белорусов различных политических взглядов) Сувчинский стал его членом, и по рекомендации клуба в 1912 году был избран в Государственную Думу IV созыва. В этой Думе он работал в бюджетной и других комиссиях, также состоя председателем переселенческой, и входя во фракцию русских националистов и умеренно-правых (ФНУП). В дальнейшем он избирался в Государственный совет от Киевской губернии (1912 год) и участвовал в выборах в Учредительное собрание, уже тяжело больной приезжал на съезд русских избирателей в Киеве в 1917 году.
Скончался 13 (26) октября 1917 года.

## Сочинения
- Переселенцы в Оренбургской губернии. — Оренбург, 1889.